# Aquitania (kommun)
Aquitania är en kommun i Colombia.   Den ligger i departementet Boyacá, i den centrala delen av landet, 160 km nordost om huvudstaden Bogotá. Antalet invånare är 16 592. Arean är 943 kvadratkilometer.
Terrängen i Aquitania är mycket bergig.